# Kultsjön

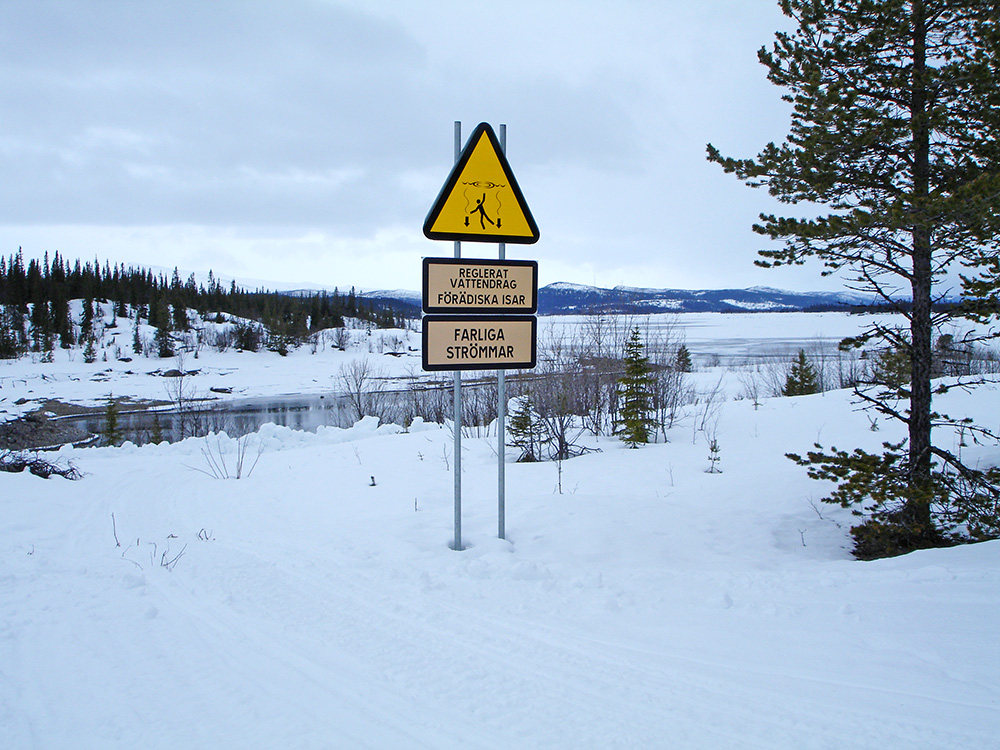
Warnbeschilderung am Abfluss des Sees

Der Kultsjön (südsamisch: Gåaltoe) liegt in der Gemeinde Vilhelmina im Västerbottens län in der schwedischen historischen Provinz Lappland westlich von Vilhelmina. Der auf einer Meereshöhe von 542,4 m ö.h. gelegene See ist 53,4 km² groß und hat eine größte Tiefe von 129,8 Metern. Durch den See fließt der Ångermanälven, der wasserreichste Fluss Schwedens.
Der rund 30 km lange und 3,0 km breite See erstreckt sich von Klimpfjäll, wo der von Stekenjokk kommende Saxån mündet, über eine von einer Straßenbrücke auf der Wildnisstraße (Vildmarksvägen) gequerte Engstelle, hinter der eine von der samischen Kirchenstelle Fatmomakke kommende Bucht einmündet, in die der vom See Ransarn kommende Ångermanälven einmündet, bis unterhalb von Saxnäs. Am Seeufer verläuft der Vildmarksväg.

## Kraftwerk
Der See wird für die Gewinnung elektrischer Energie genutzt, der Wasserstand kann sich dadurch bis auf eine Meereshöhe von 537 Meter absenken. Die Absperrbauwerke für das Kraftwerk befinden sich am Abfluss des Ångermanälven aus dem See; das Kraftwerk liegt einige Kilometer entfernt zwischen den Seen Kultsjön und Malgomaj.